# Nina Reip
Nina Reip (14 april 1981) was een Belgisch lid van het Parlement van de Duitstalige Gemeenschap.

## Levensloop
Reip werd beroepshalve lerares.
Ze werd lid van de PJU-PDB, het huidige ProDG, en was van 2002 tot 2005 de secretaris van de PJU-PDB-fractie in het Parlement van de Duitstalige Gemeenschap. Van 2005 tot 2009 was ze zelf lid van dit parlement ter opvolging van Dorothea Schwall-Peters. 
Van 2012 tot 2015 was Reip kabinetsdirecteur bij de Duitstalige Gemeenschapsministers Oliver Paasch en Harald Mollers. Daarna werkte ze van 2015 tot 2017 als onderzoekster politieke opleiding bij de autonome hogeschool van de Duitstalige Gemeenschap, waarna ze beleidsmedewerkster werd bij de bedrijfsleiding van het netwerk Sport und Politik verein(t) für Demokratie und Teilhabe.